# 1073 Ґеллівара
1073 Ґеллівара (1073 Gellivara) — астероїд головного поясу, відкритий 14 вересня 1923 року.
Тіссеранів параметр щодо Юпітера — 3,170.